# John Leguizamo
John Alberto Leguizamo (Bogotá, Kolumbia, 1960. július 22. –) Primetime Emmy-díjas kolumbiai származású amerikai színész, komikus, filmproducer.

## Fiatalkora és tanulmányai
Kolumbia fővárosában, Bogotában született Alberto és Luz Leguizamo gyermekeként. Apai nagyapja olasz és Puerto Ricó-i származású, anyai nagyapja libanoni volt. Három éves volt, amikor családjával az Amerikai Egyesült Államokba költözött.
Tanulmányait a Joseph Pulitzer, valamint a Murry Bergtraum középiskolákban végezte. Már ekkoriban elkezdett paródiákat írni, melyeket az osztálytársainak olvasott fel, tesztelve hatásukat a többiekre. Szereplésvágya és szórakoztató történetei miatt iskolatársai a „Legdumásabb” (Most Talkative) jelzővel illették.
A középiskola befejezése után beiratkozott a New York University-re, ahol színjátszást tanult. Itt fedezte fel Bonnie Timmerman, aki látta Johnt a díjnyertes iskolai alkotásban, a ”Five Out of Six”-ben.

## Pályafutása

### A kezdetek
Karrierjét komikusként kezdte, New Yorkban éjszakai klubokban szórakoztatta a közönséget egyszemélyes műsorával. 1984-ben debütált a tévében, a Miami Vice című sorozat néhány epizódjában tűnt fel kisebb szerepben. Korai szerepei közé tartozik még az abban az évben készült Mixed Blood, ami egy francia bűnügyi vígjáték Paul Morrissey rendezésében, az 1985-ben forgatott Gentile Alouette, valamint a Parting Gestures.

### 1990–2000
Az 1990-es évek elején komolyabb szerepekben is feltűnt, játszott Brian de Palma A háború áldozatai című háborús filmjében, majd következett az Utcakölykök, valamint a Csak egy lövés című alkotás Harrison Forddal a főszerepben. Játszott a Még drágább az életed, Az utcai vadász és a Revans című filmekben.
Mindeközben saját egyszemélyes műsorán dolgozott, ahol íróként és színészként is közreműködött. A Mambo Mouth, valamint Spic-o-Rama elnevezésű show-műsorban különböző karakterek parodizálásával szórakoztatta a közönséget. Alakítását számos díjjal jutalmazták, valamint 1991-ben a 12. legígéretesebb új tehetség között tartották számon.
1993-ban ismét Brian de Palmával dolgozott együtt a Carlito útja című bűnügyi filmben, majd következett a Super Mario Brothers, ahol az egyik főszerepet már ő játszotta, és sikerült megalapoznia hollywoodi karrierjét.
1995-ben készítőként, társproducerként, íróként és szereplőként is közreműködött a FOX csatornán futó House of Buggin elnevezésű show-műsorban, amely közel egy éven át szórakoztatta a nézőket. Ezután következett a nagy áttörést és kritikai elismerést hozó Wong Foo, kösz mindent! – Julie Newmar) alkotás, ahol egy transzvesztitát játszott, és ezért a szerepéért Golden Globe-jelölést kapott.
1996-ban következett Tybalt szerepe a Baz Luhrmann rendezte Rómeó és Júliában, Tony Scott A rajongó című filmjében Wesley Snipes ügynökét játszotta, és lehetőséget kapott arra, hogy egy filmben játsszon Robert De Niróval. Még ebben az évben elkészített egy őrült vígjátékot Kíméletlen kaméleon címmel, amelynek karakterét a korábban eljátszott szerepei ihlették, valamint írt egy dalt is, amelyet elő is ad a filmben.
1997-ben ismét egyszemélyes show-műsorával (Freak) került középpontba, ezért legjobb színész és legjobb alakítás kategóriában Tony-jelölést, 1998-ban Emmy-díjat kapott.
Az ivadék című mozifilm Todd McFarlane képregénye alapján készült, ebben a szerepében elcsúfították a sminkmesterek, hiszen Spawn ellenfelét, a gonosz Clownt játszotta.
1999-ben Spike Lee Egy sorozatgyilkos nyara című rendezésében játszott Adrien Brody és Mira Sorvino társaságában. Még ugyanebben az évben kisebb szerepben feltűnt a Frank Whaley rendezte Joe the Kingben.

### 2000-től napjainkig
2000-ben dzsinnt játszott az Emmy-díjas Az ezeregy éjszaka meséi című minisorozatban.
2001-ben ismét egyszemélyes show-műsorával (Sexaholix… A Love Story) bizonyította sokoldalúságát és tehetségét, ezúttal családjával és magánéletével kapcsolatos tapasztalatokat is felhasznált. Még abban az évben a Baz Luhrmann rendezte Moulin Rouge!-ban játszott Nicole Kidman és Ewan McGregor mellett, ezen szerepéért ALMA Award-jelölést kapott. Ő játszotta Bergert a Négybalkéz című filmben, melynek főszereplői Martin Lawrence és Danny DeVito.
2002-ben hangját kölcsönözte Sidnek a Jégkorszak című animációs mesefilmben, valamint játszott David S. Goyer Cikkcakk című filmjében. Drogdílert alakított a Birodalom című filmben, valamint Arnold Schwarzenegger mellett Az igazság nevében című filmben is feltűnt.
2003-ban a Cinevegas Film Fesztiválon bemutatott A por című alkotás egyik főszerepét játszotta. A 13-as rendőrőrs, valamint a Crónicas című alkotásokban láthatták a nézők 2004-ben.
2005-ben George A. Romero Holtak földje című zombifilmjében vállalt főszerepet, majd következett az Amerikai álom című romantikus film, valamint ismét hangját kölcsönözte Sidnek a Jégkorszak második részében.
Ezek után csatlakozott a Vészhelyzet című sorozat csapatához dr. Victor Clemente szerepében. Egy olyan orvost játszott, aki a gyógyítás újszerű módszereivel és eszközeivel próbálta megismertetni a kórház dolgozóit, mindeközben személyes magánéleti problémái, és munkahelyi konfliktusai a kollégákkal nehezítették a beilleszkedését. Karaktere nem maradt sokáig állandó szereplő, 12 rész után kiírták a sorozatból. Ahogy John nyilatkozta, dr. Clemente távozása a sorozatból számára áldás volt.
2006 októberében megjelentette saját önéletrajzi könyvét Pimps, Hos, Playa Hatas and All the Rest of My Hollywood Friends: My Life címmel. Az emlékirataiban elmondása szerint nagyon őszintén vall magánéletéről, családjáról, furcsa tapasztalatairól, valamint kifejezi véleményét azokról a hírességekről és munkatársakról, akikkel korábban együtt dolgozott.
2007 júliusában a Spike TV Kutyaszorítóban címet viselő drámasorozatában vállalt szerepet Donnie Wahlberg és Michael Hyatt mellett. A történet szerint egy exkatonákból álló csapat tervet eszel ki egy bankfiók kirablására. A dolog azonban rosszul sül el, és a bankban maradt túszok életéért megkezdődik az egyezkedés a rendőrség és a túszejtők között. A jó nézettségi adatok ellenére a sorozatot nem újították meg a második évadra, ezért mindössze nyolc rész készült el belőle.
John játszott még Gabriel García Márquez könyvének adaptált filmváltozatában, a Szerelem a kolera idején című alkotásban, melyet Mike Newell rendezett. Ebben az évben láthattuk még a Különleges indíték, a The Babysitters és a Paraiso Travel filmekben.
M. Night Shyamalan 2008-as Az esemény című filmjében Mark Wahlberggel és Zooey Deschanel-lel játszik együtt. 2008-ban is rengeteg alkotás kerül bemutatásra amelyben John szerepel, 2009-ben pedig bemutatták a Jégkorszak harmadik része is, ahol ismét ő kölcsönzi Sid-nek a hangját.

## Magánélete
John 2003-ban vette feleségül Justine Maurert. Két gyermekük van, lányuk Allegra Sky Leguizamo 1999. október 23-án, fiuk Ryder Lee Leguizamo 2000. december 5-én született.

## Érdekességek
- Egy öccse van (Sergio Leguizamo)
- Szülei 1978-ban elváltak
- kb. 173 cm magas
- Beceneve: Johnny Legs
- Együtt járt Carolyn McDermott-tal (1986–1991), akivel közösen adtak elő paródiákat New Yorkban az 1980-as évek elején
- Első felesége Yelba Osorio volt, akivel 1994. augusztus 27-én házasodtak össze, de 1996-ban elváltak
- Feleségét 1997-ben ismerte meg, de csak 2003-ban kötöttek házasságot
- John sikere Hollywoodban, latin-amerikaiként, nagyban hozzájárult ahhoz, hogy a feltörekvő latin-amerikai színészek és közösség előtt új lehetőségek nyíljanak meg
- A Jégkorszak szinkronmunkálatai idején számos különböző hangnemet próbált ki, hogy megtalálja a megfelelő hangot, ami illik a karakterhez. Miután több órán keresztül nézte a Discovery csatorna lajhárokról szóló műsorát, gyakorolta a selypítést.
- Habár valójában 173 cm magas, két olyan karaktert is eljátszott, ahol számítógéppel kellett megoldani, hogy kisebbnek tűnjön (Spawn - Clown, Moulin Rouge - Henri de Toulouse-Lautrec).
- Habár spanyol nyelvű országban született, és gyermekkora óta érti és beszéli a nyelvet, a Crónicas című film volt az első olyan alkotás, ahol spanyolul kellett beszélnie.
- Szülei gyakran próbálták rávenni, hogy használja inkább a saját anyanyelvét, spanyolul beszéltek hozzá, de John általában angolul válaszolt vissza.
- A Spawn című filmért 1997-ben 2 millió dollárt kapott
- Ő az egyik legjobban kereső latin-amerikai színész

## Filmográfia

### Film
| Év   | Magyar cím                             | Eredeti cím                                      | Szerep                  | Magyar hang           |
| ---- | -------------------------------------- | ------------------------------------------------ | ----------------------- | --------------------- |
| 1984 | Félvérek                               | Mixed Blood                                      | Macetero                |                       |
| 1989 | A háború áldozatai                     | Casualties of War                                | Antonio Diaz őrvezető   | Zágoni Zsolt          |
| 1989 | A háború áldozatai                     | Casualties of War                                | Antonio Diaz őrvezető   | Balázs Zoltán         |
| 1989 | A háború áldozatai                     | Casualties of War                                | Antonio Diaz őrvezető   | Hamvas Dániel         |
| 1990 | Utcai vadász                           | Street Hunter                                    | Angel                   | Rékasi Károly         |
| 1990 | Utcai vadász                           | Street Hunter                                    | Angel                   | Kálloy Molnár Péter   |
| 1990 |                                        | Gentille Alouette                                | Ortiz                   |                       |
| 1990 | Revans                                 | Revenge                                          | Ignacio                 | eredeti nyelven       |
| 1990 | Még drágább az életed                  | Die Hard 2                                       | Burke                   | Varga T. József       |
| 1991 | Az utcák királyai                      | Hangin' with the Homeboys                        | Johnny                  |                       |
| 1991 | Csak egy lövés                         | Regarding Henry                                  | italbolti fegyveres     |                       |
| 1991 | Törvényre törve                        | Out for Justice                                  | fiú a sikátorban        |                       |
| 1991 | Métely                                 | Poison                                           | Chanchi                 |                       |
| 1992 | Suttogások a sötétben                  | Whispers in the Dark                             | John Castillo           | Balázs Zoltán         |
| 1992 |                                        | Time Expired (rövidfilm)                         | Ruby                    |                       |
| 1992 |                                        | Puerto Rican Mambo (Not a Musical)               | férfi                   |                       |
| 1993 | Super Mario Brothers                   | Super Mario Bros.                                | Luigi Mario             | Kálloy Molnár Péter   |
| 1993 | Éjszakai bagoly                        | Night Owl                                        | Angel                   |                       |
| 1993 | Carlito útja                           | Carlito's Way                                    | Benny Blanco            | Rékasi Károly         |
| 1995 | Wong Foo, kösz mindent! – Julie Newmar | To Wong Foo, Thanks for Everything! Julie Newmar | Chi-Chi Rodriguez       | Felföldi László       |
| 1995 | Pirománc                               | A Pyromaniac's Love Story                        | Sergio                  |                       |
| 1996 | A rajongó                              | The Fan                                          | Manny                   | Lippai László         |
| 1996 | Rómeó + Júlia                          | Romeo + Juliet                                   | Tybalt                  | Kálloy Molnár Péter   |
| 1996 | Tűzparancs                             | Executive Decision                               | Rat százados            | Selmeczi Roland       |
| 1997 | Spawn – Az ivadék                      | Spawn                                            | Bohóc                   | Gesztesi Károly       |
| 1997 |                                        | A Brother's Kiss                                 | Lefty                   |                       |
| 1997 | Kíméletlen kaméleon                    | The Pest                                         | Pestario 'Pest' Vargas  | Minárovits Péter      |
| 1998 | Halott gengszterek                     | Body Count                                       | Chino                   | Szokol Péter          |
| 1998 |                                        | Frogs for Snakes                                 | Zip                     |                       |
| 1998 | Dr. Dolittle                           | Doctor Dolittle                                  | Patkány (hangja)        | Stohl András          |
| 1999 | Egy sorozatgyilkos nyara               | Summer of Sam                                    | Vinny                   | Lippai László         |
| 1999 |                                        | Joe the King                                     | Jorge                   |                       |
| 2000 | Titán – Időszámításunk után            | (Titan A.E.                                      | Gune (hangja)           | Besenczi Árpád        |
| 2000 |                                        | King of the Jungle                               | Seymour                 |                       |
| 2001 | Moulin Rouge!                          | Moulin Rouge!                                    | Toulouse-Lautrec        | Kálloy Molnár Péter   |
| 2001 | Négybalkéz                             | What's the Worst That Could Happen?              | Berger                  | Rajkai Zoltán         |
| 2001 | Dr. Dolittle 2.                        | Dr. Dolittle 2                                   | Patkány (hangja)        |                       |
| 2002 | Birodalom                              | Empire                                           | Victor Rosa             | Kálloy Molnár Péter   |
| 2002 | Az igazság nevében                     | Collateral Damage                                | Felix Ramirez           | Rajkai Zoltán         |
| 2002 | Cikk-cakk                              | Zig Zag                                          | Dean Singer             | Lippai László         |
| 2002 | A por                                  | Spun                                             | Pókos Mike              | Bartucz Attila        |
| 2002 | Jégkorszak                             | Ice Age                                          | Sid (hangja)            | Geszti Péter          |
| 2003 | A verhetetlen                          | Undefeated                                       | Lex Vargas              |                       |
| 2004 |                                        | Crónicas                                         | Manolo Bonilla          |                       |
| 2005 | A 13-as rendőrőrs                      | Assault on Precinct 13                           | Beck                    | Vári Attila           |
| 2005 | Féktelen balfékek                      | The Honeymooners                                 | Dodge                   | Csőre Gábor           |
| 2005 | A holtak földje                        | Land of the Dead                                 | Cholo                   | Nagy Ervin            |
| 2005 | Amerikai álom                          | Sueño                                            | Antonio                 |                       |
| 2006 | Alibi – Ha hiszed, ha nem              | The Alibi                                        | Hannibal                | Breyer Zoltán         |
| 2006 | Jégkorszak 2. – Az olvadás             | Ice Age: The Meltdown                            | Sid (hangja)            | Geszti Péter          |
| 2006 | Esküvő, rock, haverok                  | The Groomsmen                                    | TC                      | Csőre Gábor           |
| 2007 | Otthonkeresőben                        | Where God left his shoes                         | Frank Diaz              |                       |
| 2007 |                                        | The Babysitters                                  | Michael Beltran         |                       |
| 2007 | Különleges indíték                     | The Take                                         | Felix De La Pena        | Epres Attila          |
| 2007 | Szerelem a kolera idején               | Love in the Time of Cholera                      | Lorenzo Daza            | Epres Attila          |
| 2008 |                                        | Paraiso Travel                                   | Roger Pena              |                       |
| 2008 | Az esemény                             | The Happening                                    | Julian                  | Epres Attila          |
| 2008 |                                        | Miracle at St. Anna                              | Enrico                  |                       |
| 2008 | A törvény gyilkosa                     | Righteous Kill                                   | Simon Perez nyomozó     | Rajkai Zoltán         |
| 2008 | Végre karácsony!                       | Nothing Like the Holidays                        | Mauricio Rodriguez      | Gáspár András         |
| 2008 |                                        | Surviving Sid (rövidfilm)                        | Sid                     |                       |
| 2009 | Gamer – Játék a végsőkig               | Gamer                                            | Freek                   | Rajkai Zoltán         |
| 2009 | A titkos rend                          | The Ministers                                    | Dante                   | Csőre Gábor           |
| 2009 | Jégkorszak 3. – A dínók hajnala        | Ice Age: Dawn of the Dinosaurs                   | Sid (hangja)            | Geszti Péter          |
| 2009 |                                        | Rage                                             | Jed                     |                       |
| 2010 | Végrehajtók                            | Repo Men                                         | Asbury                  | Rajkai Zoltán         |
| 2010 | Eltűnések a 7. utcában                 | Vanishing on 7th Street                          | Paul                    |                       |
| 2010 |                                        | Big Balls                                        | ismeretlen szerep       |                       |
| 2011 | A szingli fejvadász                    | One for the Money                                | Jimmy Alpha             | Rajkai Zoltán         |
| 2011 | Az igazság ára                         | The Lincoln Lawyer                               | Val Valenzuela          | Rajkai Zoltán         |
| 2012 | Jégkorszak 4. – Vándorló kontinens     | Ice Age: Continental Drift                       | Sid (hangja)            | Geszti Péter          |
| 2012 |                                        | El paseo 2                                       | Lucho Calvo             |                       |
| 2013 | Csocsó-sztori                          | Underdogs                                        | Öcsi (hangja)           |                       |
| 2013 | HA/VER 2.                              | Kick-Ass 2                                       | Javier                  | Rajkai Zoltán         |
| 2013 | A jogász                               | The Counselor                                    | Randy                   | Rajkai Zoltán         |
| 2013 | Dinoszauruszok, a Föld urai            | Walking with Dinosaurs                           | Alex (hangja)           | Mikó István           |
| 2013 |                                        | Fish N Chips, Best Enemies Forever               | Chips (hangja)          |                       |
| 2014 | Pofázunk és végünk                     | Ride Along                                       | Santiago                | Rajkai Zoltán         |
| 2014 | A séf                                  | Chef                                             | Martin                  | Kálloy Molnár Péter   |
| 2014 |                                        | Cymbeline                                        | Pisanio                 |                       |
| 2014 | John Wick                              | John Wick                                        | Aureilo                 | Rajkai Zoltán         |
| 2014 |                                        | Fugly!                                           | Jesse                   |                       |
| 2014 |                                        | Experimenter                                     | Taylor                  |                       |
| 2015 | Lehull az éj                           | Meadowland                                       | Pete                    | Rajkai Zoltán         |
| 2015 | Ifjú bűnök                             | Stealing Cars                                    | Montgomery De La Cruz   | Rajkai Zoltán         |
| 2015 | BeSZERvezve                            | American Ultra                                   | Rose                    | Damu Roland           |
| 2015 |                                        | Get Squirrely                                    | Fly Boy / Liam (hangja) |                       |
| 2015 | Lánytesók                              | Sisters                                          | Dave                    | Debreczeny Csaba      |
| 2016 |                                        | The Hollow Point                                 | Atticus                 |                       |
| 2016 | Jégkorszak – A nagy bumm               | Ice Age: Collision Course                        | Sid (hangja)            | Geszti Péter          |
| 2016 | Beépülve: Az Escobar ügy               | The Infiltrator                                  | Emir Abreu              | Csőre Gábor           |
| 2016 |                                        | 11:55                                            | Berto                   |                       |
| 2017 | A csőd szélén                          | The Crash                                        | George                  | Tarján Péter          |
| 2017 | John Wick: 2. felvonás                 | John Wick: Chapter 2                             | Aurelio                 | Rajkai Zoltán         |
| 2019 | Ne játssz a tűzzel                     | Playing with Fire                                | Rodrigo Torres          | Rajkai Zoltán         |
| 2021 | Encanto                                | Encanto                                          | Bruno Madrigal          | Csőre Gábor           |
| 2021 | Encanto                                | Encanto                                          | Bruno Madrigal          | Szolnoki Péter (ének) |
| 2021 | Túlélő                                 | The Survivor                                     | Pepe                    | Csőre Gábor           |
| 2021 |                                        | Dark Blood                                       | Misael                  |                       |
| 2022 | Vérapó                                 | Violent Night                                    | Ben                     | Rajkai Zoltán         |
| 2022 | A menü                                 | The Menu                                         | filmsztár               | Rajkai Zoltán         |
| 2024 |                                        | Bob Trevino Likes It                             | Bob Trevino             |                       |
| 2025 | Ólomkatona                             | Tin Soldier                                      | Luke Dunn               | Rajkai Zoltán         |